# Rola (gleba)
Rola – wierzchnia warstwa gleby (do 30 cm), na którą działają narzędzia i maszyny uprawowe. Stąd określenie uprawa roli jest właściwsze niż uprawa gleby. 
Warstwa roli jest zazwyczaj znacznie płytsza od warstwy gleby i często obejmuje tylko wierzchni poziom próchniczny, lub nawet tylko jego część. Właściwości roli są kształtowane przez czynniki antropogeniczne, narzędzia uprawowe, nawozy, środki chemiczne, rośliny uprawne itp. Ponadto wpływ na rolę mają także warunki pogodowe.

## Inne znaczenia
Słowo „rola” oznaczało dawniej ziemię przeznaczoną pod uprawę, pole uprawne. 